# Colognathus
Colognathus is een geslacht van uitgestorven reptielen uit de rotsen van het Laat-Trias in het zuidwesten van de Verenigde Staten. Het werd in 1928 beschreven aan de hand van een kaakfragment door Ermine Cowles Case, die het nieuwe taxon interpreteerde als een vis. De typesoort is Xenognathus obscurus.

## Verspreiding
Het holotype is UMMP 7506, een stuk kaak.
Vanaf 2007 zijn ongeveer vijfentwintig exemplaren gevonden, voornamelijk stukken kaak en losse tanden. Een groot deel van de fossielen van het reptiel zijn afkomstig uit de Tecovas-formatie in het westen van Texas. Andere vondsten van Colognathus waren afkomstig uit vindplaatsen zoals de Palo Duro Canyon (in het westen van Texas) en de Santa Rosa-formatie (in New Mexico). Eén tand is bekend van de Blue Mesa Member van de Chinle-formatie in Petrified Forest National Park in Arizona. Materiaal uit de Neder-Keuper uit het Midden-Trias (Ladinien) van Zuid-Duitsland is toegewezen aan Colognathus, waardoor het temporele bereik van de vorm in het Midden-Trias wordt uitgebreid.

## Classificatie
Colognathus heette oorspronkelijk Xenognathus, 'vreemde kaak', door Ermine Cowles Case in 1928, maar die naam bleek al te bestaan, dus gaf Case de vervangende naam Colognathus, 'stompige kaak', in 1933. Onderzoekers hebben Colognathus geclassificeerd als een reptiel, hoewel de classificatie op een lager niveau onzeker blijft, hoewel het mogelijk een procolophinide is. De soortaanduiding betekent 'de duistere'.